# Amphisbaena hyporissor
Amphisbaena hyporissor е вид влечуго от семейство Amphisbaenidae. Видът е почти застрашен от изчезване.

## Разпространение и местообитание
Разпространен е в Доминиканска република и Хаити.
Обитава гористи местности и крайбрежия.